# Reteče
Reteče so naselje v Občini Škofja Loka z okoli 700 prebivalci. Leži na robu Sorškega polja med Medvodami in Škofjo Loko na Gorenjskem. Skozi vas pelje državna cesta in želežniška proga Ljubljana- Jesenice, z želežniško postajo.
Farna cerkev Sv. Janeza Evangelista se v prvih zapisih omenja v letu 1501. Na severovzhodu se ji priključi še vas Gorenja vas - Reteče z dodatnimi 380 ljudmi, tako da krajevna skupnost v celoti preseže tisoč prebivalcev. Osnovna šola Cvetko Golar izobražuje mlade do 5. razreda in poleg tega z otroškim varstvom skrbi za predšolske otroke.
Kulturni dom, kot center vaškega kulturnega dogajanja, združuje v KUD Janko Krmelj, dramsko igralsko sekcijo, tamburaško skupino Bisernica, dekliško glasbeno zasedbo Šternce in literarno sekcijo. Prav tako nudi prostore mladim instrumentalnim skupinam, različnih glasbenih profilov, ki lahko v studiju v kletnih prostorih tudi posnamejo svoje skladbe.